# Северодвинский ярус
| Пермский период в ОСШ (Россия) Деление по состоянию на март 2024 года |              |                |                       |
| система                                                               | отдел        | ярус / век     | Ниж. граница, млн лет |
| Триас                                                                 | Нижний       | Индский        | 251,902±0,024         |
| Пермь                                                                 | Татарский    | Вятский        | 259,51±0,2            |
| Пермь                                                                 | Татарский    | Северодвинский | 264,28±0,16           |
| Пермь                                                                 | Биармийский  | Уржумский      | 266,9±0,4             |
| Пермь                                                                 | Биармийский  | Казанский      | 273,01±0,14           |
| Пермь                                                                 | Приуральский | Уфимский       | ?                     |
| Пермь                                                                 | Приуральский | Кунгурский     | 283,5±0,6             |
| Пермь                                                                 | Приуральский | Артинский      | 290,1±0,26            |
| Пермь                                                                 | Приуральский | Сакмарский     | 293,52±0,17           |
| Пермь                                                                 | Приуральский | Ассельский     | 298,9±0,15            |
| Карбон                                                                | Верхний      | Гжельский      | больше                |

Северодвинский ярус (англ. Severodvinian Stage) — нижний ярус татарского отдела пермской системы в Общей стратиграфической шкале (ОСШ) России. Охватывает породы, сформировавшиеся в северодвинский век татарской эпохи пермского периода, 264,28—259,51 миллионов лет назад (всего около 5 миллионов лет). Расположен над уржумским ярусом биармийского отдела и под вятским ярусом татарского отдела. Соответствует кептенскому ярусу в Международной стратиграфической шкале (МСШ).
Название, данное в честь реки Северная Двина, предложили Молостовский Э. А. и коллеги в 2002 году.
Нижняя граница (подошва) яруса определяется появлением остракод зоны Suchonellina inornata/Prasuchonella nasalis, рыб Toyemia tverdochlebovi и Platysomus biarmicus, а также сменой палеомагнитных гиперзон Киаман и Иллаварра.
Мощность северодвинского разреза в Ишимбайском районе Башкортостана доходит до 1473 м.

## История
Северодвинские слои впервые выделены в 1935 году Е. М. Люткевичем в бассейне рек Сухона и Малая Северная Двина. В 1962 году эти слои включены в стратиграфическую схему в качестве горизонта татарского яруса со стратотипом на Малой Северной Двине. Вместе с северодвинским в схему включили вышерасположенный вятский горизонт, и оба они со временем стали прослеживаться на всей Восточно-Европейской платформе. В 1963 году А. Н. Храмов и Н. Н. Форш, проведя палеомагнитные исследования, обратили внимание, что северодвинские отложения на реке Вятка не соответствуют северодвинским отложениям в их стратотипе. Дальнейшие комплексные исследования подтвердили это предположение спустя десятилетие: выяснилось, что стратиграфически северодвинский горизонт соответствует вятскому горизонту в его стратотипе на Вятке. В обход правил, согласно которым для горизонта требовалось выбрать новые название и стратотип, северодвинский горизонт стал рассматриваться как объём пород между вятским и уржумским горизонтами (последний тогда тоже включался в татарский ярус). В качестве стратотипа рассматривались разрезы северодвинской и сухонской свит.
В начале 2000-х гг при модернизации ОСШ уржумский, северодвинский и вятский горизонты повысили в ранге до ярусов. В 2006 году уржумский ярус отнесли к биармийскому отделу, а северодвинский и вятский — к татарскому. Объёмы второго и третьего отдела пермской системы различаются в МСШ и ОСШ, и низы северодвинского яруса входят в зону охвата кептенского яруса гваделупского отдела в МСШ.

## Определение
Основание северодвинского яруса установлено в разрезе Монастырский овраг в окрестностях города Тетюши. Нижняя граница яруса совпадет с основанием остракодовой зоны Suchonellina inornata—Prasuchonella nasalis и ихтиозоны Toyemia tverdochlebovi—Platysomus biarmicus в качестве дополнительного маркера. Хроностратиграфическим уровнем, который прослеживается в планетарном масштабе, является граница палеомагнитных гиперзон Киаман/Иллаварра. На северо-востоке России в низах северодвинского яруса появляются двустворки зоны Maitаia bella, а также брахиоподовый комплекс зоны Cancrinelloides obrutschewi.

## Палеогеография
В пермском периоде Восточно-Европейская платформа двигалась попеременно на юго-запад или северо-восток, находясь приблизительно между 20-25° северного полушария. В начале уржумского века данная территория испытывала поднятие и зона аридного климата продвигалась на северо-восток. Однако в северодвинский век границы зоны отступили обратно, на юго-запад, а платформа понизилась и на ней образовались многочисленные пресноводные озёра, насыщавшиеся постоянными и временными речными потоками. Случались половодья. Виртуальный геомагнитный полюс в те времена находился в северо-западной части Тихого океана и постепенно смещался на север.

## Органический мир

### Флора
В северодвинском веке исчезают руфлории и сокращается многообразие членистостебельных и папоротников. В стратотипических разрезах чаще всего встречаются окаменелости родов Pursongia (Tatarina) и Peltaspermum, реже — Carpolithes, Cladophlebes, Nucicarpus, Phylladoderma, Quadrocladus и Ullmannia. Богатая северодвинская фауна, включающая гинкгофиты, пельтаспермовые птеридоспермы, папоротники мезозойского облика, представлена в Печорском бассейне.

### Фауна
В северодвинских отложениях у деревни Михайловки (Ишимбайский район, Башкортостан) обнаружены остракоды родов Paleodarwinula и Suchonellina.